# Donaciinae
Donaciinae là một phân họ bọ cánh cứng trong họ Chrysomelidae, đặc trưng bởi râu dài.

## Hình ảnh

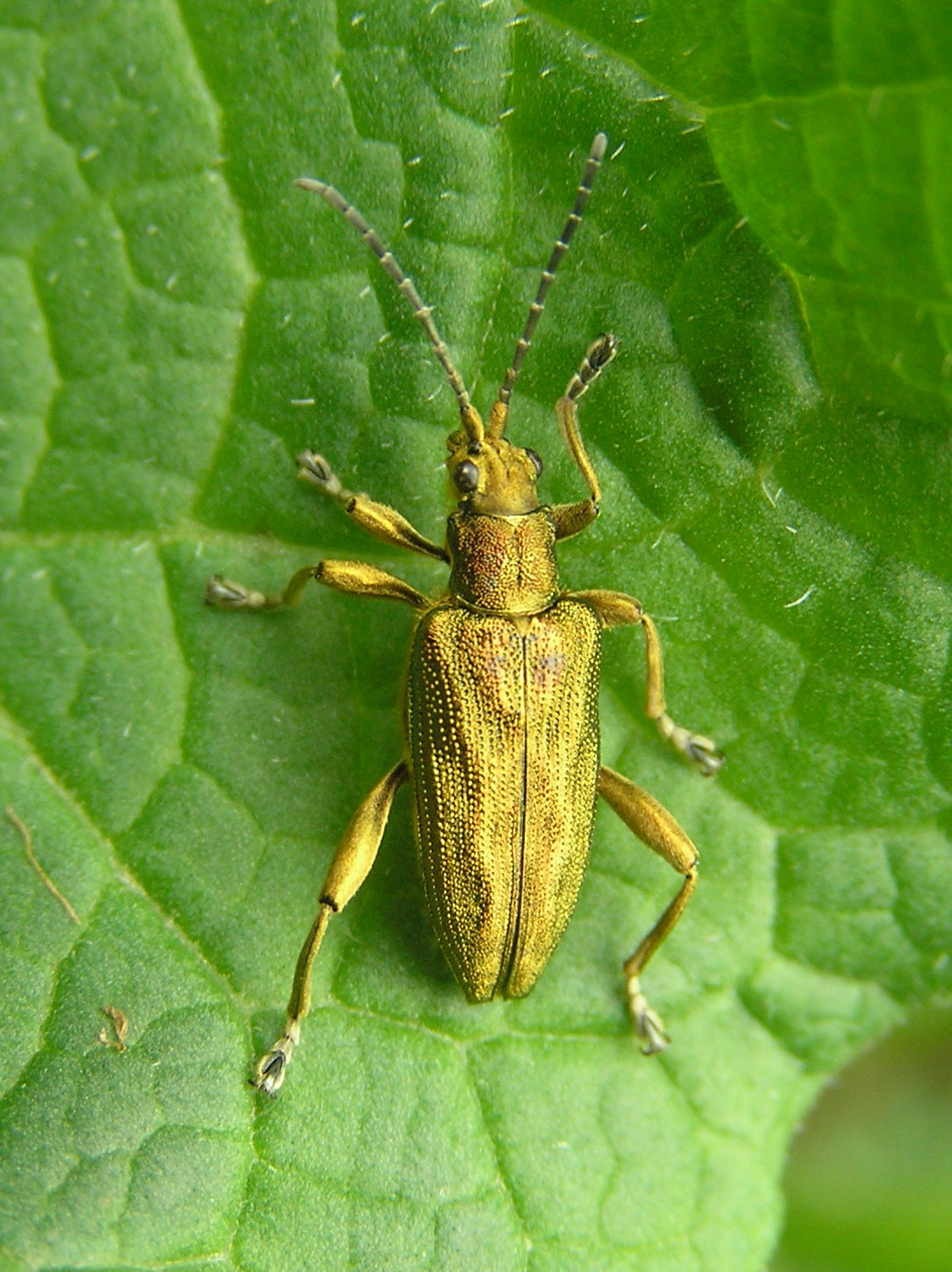
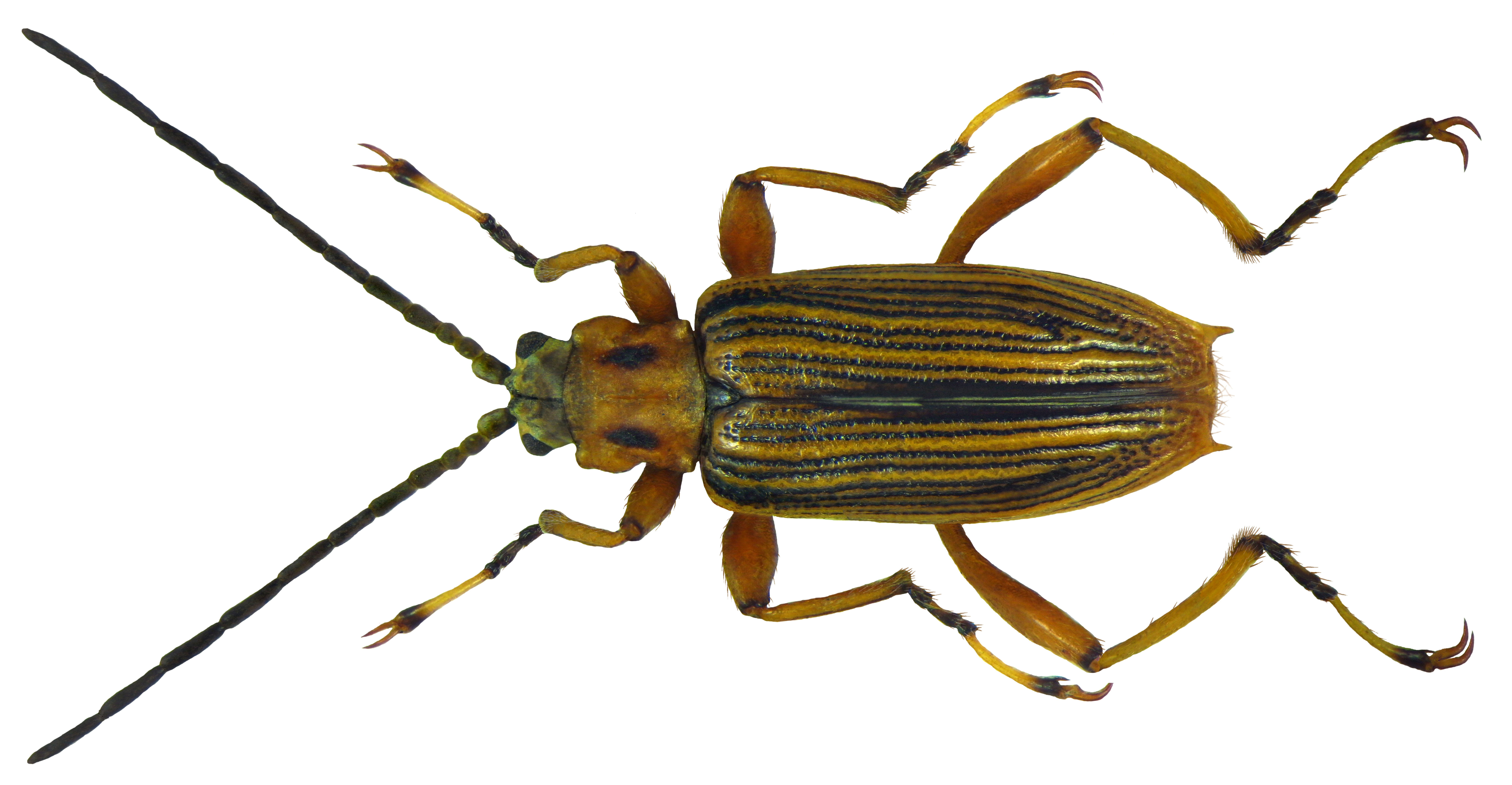
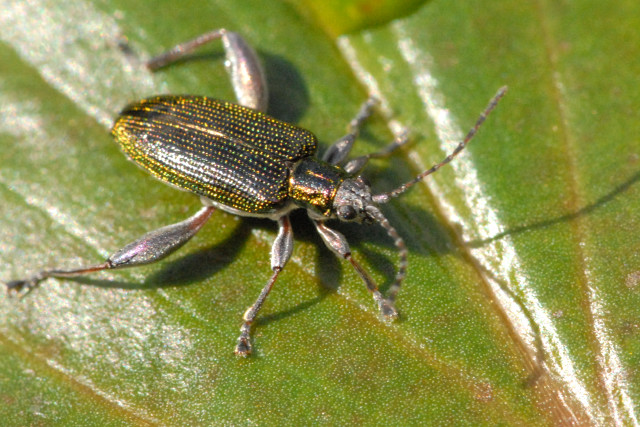

## Các chi
- Donacia
- Donaciella
- Macroplea
- Plateumaris